# Bernard Zitzermann
Bernard Zitzermann (Nizza, 19 giugno 1942 – Bagnols-sur-Cèze, 1º febbraio 2018) è stato un direttore della fotografia francese.

## Riconoscimenti
- Premio César per la migliore fotografia[2]
  - 1979: vincitore - Molière
  - 1981: candidato - La banchiera

## Filmografia parziale
- Due volte donna (Mon premier amour), regia di Élie Chouraqui (1978)
- Molière, regia di Ariane Mnouchkine (1978)
- A noi due (À nous deux), regia di Claude Lelouch (1979)
- La banchiera (La banquière), regia di Francis Girod (1980)
- La spiata (La balance), regia di Bob Swaim (1982)
- Terra di nessuno (No Man's Land), regia di Alain Tanner (1985)
- Un uomo innamorato (Un homme amoureux), regia di Diane Kurys (1987)
- La rivoluzione francese (La révolution française), regia di Robert Enrico e Richard T. Heffron (1989)
- Il ladro di ragazzi (Le voleur d'enfants), regia di Christian de Chalonge (1991)
- Betty, regia di Claude Chabrol (1992)
- Olivier, Olivier, regia di Agnieszka Holland (1992)
- La musica del caso (The Music of Chance), regia di Philip Haas (1993)
- L'inferno (L'enfer), regia di Claude Chabrol (1994)
- Il buio nella mente (La cérémonie), regia di Claude Chabrol (1995)
- Angeli e insetti (Angels & Insects), regia di Philip Haas (1995)
- Arancia rosso sangue (The Blood Oranges), regia di Philip Haas (1997)